# August Schellenberg
August Schellenberg, född 25 juli 1936 i Montréal, Québec, död 15 augusti 2013 i Dallas, Texas, var en kanadensisk skådespelare. Han var av mohawk-tysk härkomst och utbildade sig på National Theatre School of Canada. Han var gift med skådespelerskan Joan Karasevich och de har tre barn. Hans filmkarriär började med Rip Off 1971 och fortsatte därefter med ett flertal filmer, bland andra Bury My Heart at Wounded Knee, Champagne Charlie och Iron Will.
Han blev nominerad till tre Genie Awards och vann en för Bästa Biroll i Black Robe. Han blev också nominerad till två Gemini Awards, varav han vann en för Bästa Skådespelare i The Prodigal.